# Municipio de Fulton (Ohio)
El municipio de Fulton (en inglés: Fulton Township) es un municipio ubicado en el condado de Fulton en el estado estadounidense de Ohio. En el año 2010 tenía una población de 3182 habitantes y una densidad poblacional de 42,71 personas por km².

## Geografía
El municipio de Fulton se encuentra ubicado en las coordenadas 41°37′16″N 83°56′26″O / 41.62111, -83.94056. Según la Oficina del Censo de los Estados Unidos, el municipio tiene una superficie total de 74.51 km², de la cual 74,27 km² corresponden a tierra firme y (0,32 %) 0,24 km² es agua.

## Demografía
Según el censo de 2010, había 3182 personas residiendo en el municipio de Fulton. La densidad de población era de 42,71 hab./km². De los 3182 habitantes, el municipio de Fulton estaba compuesto por el 96,54 % blancos, el 0,28 % eran afroamericanos, el 0,16 % eran amerindios, el 0,13 % eran asiáticos, el 1,48 % eran de otras razas y el 1,41 % eran de una mezcla de razas. Del total de la población el 4,15 % eran hispanos o latinos de cualquier raza.